# استیو دیلی
استیو دیلی (انگلیسی: Steve Daley؛ زادهٔ ۱۵ آوریل ۱۹۵۳) بازیکن فوتبال اهل بریتانیا است.
از باشگاه‌هایی که در آن بازی کرده‌است می‌توان به باشگاه فوتبال ولورهمپتون واندررز، باشگاه فوتبال منچستر سیتی، باشگاه فوتبال برنلی، و باشگاه فوتبال والسال اشاره کرد.
وی همچنین در تیم ملی فوتبال England B بازی کرده‌است.